# Oswaldia strigosa
Oswaldia strigosa är en tvåvingeart som beskrevs av Hiroshi Shima 1991. Oswaldia strigosa ingår i släktet Oswaldia och familjen parasitflugor. Inga underarter finns listade i Catalogue of Life.